# بحشل
هو أبو عبيد الله أَحْمد بن عبد الرَّحْمَن بن وَهْب بن مسلم القُرشي مولاهم المصري (.... - 264 هـ) - (.... - 877 م) ويعرف ببحشل. ابنُ أَخي عالمِ مِصْرَ عبد اللهِ بن وَهْب.أحد حفاظ الحديث، وكان فقيهاً وأحد أصحاب الشافعي المشاهير.ومعنى بحشل: البَحْشَل والبَحْشَلِيُّ من الرجال: الأَسْود الغليظ، وهي البَحْشَلة. ابن الأَعرابي: بَحْشَلَ الرجلُ إِذا رَقَصَ رَقَصَ الزِّنْج.

## رويته للحديث النبوي
- حَدَّثَ عَنْ : أَكثرَ في الرواية عن عَمّهِ جِدّاً، وَعنِ: الشَّافِعِيِّ، وبشر بن بكر التنيسي، وجماعة.
- حَدَّثَ عَنْهُ: مسلم بن الحجاج، وأبو زرعة الرازي، وَأَبو حاتمٍ، وَمُحمَّد بنُ جرِيْرٍ الطَّبرِي، والطحاوي، وَأَبُو بَكرٍ بنُ زِيادٍ، وَعَبْدان، وَابنُ خُزَيمَةَ، وَعَبْدُ الرَّحْمنِ بنُ أَبي حَاتمٍ وَخلْقٌ كَثيرٌ منَ المشَارقة وَالمغاربةِ.

## الأقوال فيه
قال أبو أحمد بن عدي: رأيت شيوخ مصر مجمعين على ضعفه، والغرباء لا يمتنعون من الأخذ عنه: أبو زرعة، وأبو حاتم، فمن دونهما.
وقال عبدان : كان في أيامنا مستقيم الأمر، ومن لم يلحق حرملة اعتمده، وكل من تفرد عن ابن وهب بشيء وجدوه عند أبي عبيد الله، من ذلك كتاب الدجال.
ثم قال ابن عدي: وسمعت محمد بن محمد بن الأشعث يقول: كنا عند أحمد بن أخي بن وهب، فمر عليه هارون بن سعيد الأيلي راكبا، فسلم عليه، وقال: ألا أطرفك بشيء؟ جاءني أصحاب الحديث، فسألوني عنك، فقلت: إنما يسأل أبو عبيد الله عنا، ليس نحن نسأل عنه. هو الذي كان يستملي لنا عند عمه، وهو الذي كان يقرأ لنا.
قال ابن عدي: كل ما أنكروه عليه فيحتمل، وإن لم يروه غيره، لعل عمه خصه به.
قال الحاكم: سمعت محمد بن يعقوب الحافظ: سمعت أبا بكر بن خزيمة، وقيل له: لم رويت عن أحمد بن عبد الرحمن بن وهب، وتركت سفيان بن وكيع ؟ قال: لأن أحمد لما أنكروا عليه تلك الأحاديث، وعرضوها عليه، رجع عنها عن آخرها إلا حديث مالك عن الزهري، عن أنس «إذا حضر العشاء» وأما ابن وكيع، فكان وراقه أدخل عليه أحاديث، فرواها، وكلمناه فيها، فلم يرجع عنها.
وقال أبو سعيد بن يونس: أبو عبيد الله لا تقوم به حجة.
وقال ابن حبان في «الضعفاء»: جعل يأتي عن عمه بما لا أصل له، كأن الأرض أخرجت له أفلاذ كبدها. روى عن عمه، عن مالك، عن نافع، عن ابن عمر، عن النبي - صلى الله عليه وسلم - قال: إن الله زادكم صلاة إلى صلاتكم، وهي الوتر.
ابن عدي: حدثنا عيسى بن أحمد، حدثنا أبو عبيد الله، حدثنا ابن وهب، حدثنا عيسى بن يونس، عن صفوان بن عمرو، عن عبد الرحمن بن جبير، عن أبيه، عن عوف بن مالك، عن النبي - صلى الله عليه وسلم - : يكون في آخر الزمان قوم يحلون الحرام، ويحرمون الحلال، ويقيسون الأمور برأيهم.
فهذا إنما يعرف بنعيم بن حماد، عن عيسى. وسرقه منه سويد، وعبد الوهّاب العرضي، والحكم بن المبارك الخاستي. أنكروه على أبي عبيد الله عن عمه.
ثم قال: وله عن عمه، عن مخرمة بن بكير، عن أبيه، عن نافع، عن ابن عمر مرفوعا: إذا كان الجهاد على باب أحدكم فلا يخرج إلا بإذن أبويه.
ابن عدي: حدثنا موسى بن العباس، حدثنا أحمد، حدثنا عمي، حدثنا حيوة، عن أبي صخر، عن أبي حازم، عن أبي صالح، عن أبي هريرة مرفوعا: يأتي على الناس زمان، يرسل إلى القرآن، فيرفع من الأرض فهذا تفرد برفعه.
أحمد بن أخي بن وهب: حدثنا عمي، حدثني يحيى بن أيوب، عن ابن جريج، عن عطاء، عن ابن عباس، عن رسول الله - صلى الله عليه وسلم - قال: إن المؤنثين أولاد الجن قيل لابن عباس: كيف ذاك؟ قال: نهى الله أن يأتي الرجل حائضا، فإذا أتاها سبقه بها الشيطان، فحملت منه، فأنث المؤنث .
قال ابن عدي: تفرد به أحمد .
قال خالد بن سعد الأندلسي: سمعت سعيد بن عثمان الأعناقي، وسعد بن معاذ، ومحمد بن فطيس يحسنون الثناء على أحمد ابن أخي ابن وهب، ويوثقونه، فقال الأعناقي: قدمنا مصر، فوجدنا يونس أمره صعبا، ووجدنا أحمد أسهل، فجمعنا له دنانير، وأعطيناه ، وقرأنا عليه «موطأ» عمه وجامعه . وسمعت ابن فطيس يقول : فصار في نفسي ، فأردت أن أسأل محمد بن عبد الله بن عبد الحكم ، فقلت : أصلحك الله ، العالم يأخذ على قراءة العلم ؟ فشعر فيما ظهر لي أني إنما سألته عن ابن أخي ابن وهب ، فقال لي : جائز ، عافاك الله ، حلال أن لا أقرأ لك ورقة إلا بدرهم ، ومن أخذني أن أقعد معك طول النهار ، وأدع ما يلزمني من أسبابي ، ونفقة عيالي ؟! .
هذا الذي قاله ابن عبد الحكم متوجه في حق متسبب يفوته الكسب والاحتراف لتعوقه بالرواية لما قال علي بن بيان الرزاز الذي تفرد به بعلو جزء بن عرفة ، فكان يطلب على تسميعه دينارا ، أنتم إنما تطلبون مني العلو ، وإلا فاسمعوا الجزء من أصحابي ، ففي الدرب جماعة سمعوه مني . فإن كان الشيخ عسرا ثقيلا لا شغل له ، وهو غني ، فلا يعطى شيئا . والله الموفق .
قال ابن يونس : مات أحمد بن عبد الرحمن في ربيع الآخر سنة أربع وستين ومائتين .
و كان من أبناء التسعين. وقد روى ألوفا من الحديث ، ولا هو في القوة كيونس بن عبد الأعلى وبندار .